# ریچارد بی. موریس
ریچارد براندون موریس (به انگلیسی: Richard Brandon Morris) (۲۴ ژوئیه ۱۹۰۴ –۳ مارس ۱۹۸۹) یک تاریخ‌نگار آمریکایی بود که بیشتر به خاطر آثار پیشگام خود در تاریخ حقوقی استعمار آمریکا و تاریخ اولیه کارگران در آمریکا شناخته می‌شود. بعد از چند سال، او علایق تحقیقاتی را به تاریخ مشروطه، دیپلماتیک و سیاسی انقلاب آمریکا و تهیه قانون اساسی ایالات متحده آمریکا تغییر داد.

## تحصیلات
ریچارد براندون موریس در ۲۴ ژوئیه ۱۹۰۴ در شهر نیویورک متولد شد. او در دبیرستان در تاونسند هریس هال در شهر نیویورک تحصیل کرد و در سال ۱۹۲۴ مدرک کارشناسی خود را از کالج شهری نیویورک دریافت کرد. در سال ۱۹۲۵، مدرک کارشناسی ارشد خود را از مدرسه حقوق کلمبیا و در سال ۱۹۳۰ دکترای تاریخ خود را در دانشگاه کلمبیا دریافت کرد.
پایان‌نامه او، که توسط انتشارات دانشگاه کلمبیا به نام مطالعات تاریخ حقوق آمریکا، با اشاره ویژه به قرن هفدهم و هجدهم (۱۹۳۰) منتشر شد، برای مورخانی که در مورد قوانین اولیه آمریکا کار می‌کنند، به عنوان یک دستورالعمل تحقیقاتی شناخته می‌شود.

## حرفه

### کالج شهری نیویورک
در سال ۱۹۲۷، موریس تدریس تاریخ در کالج سیتی نیویورک را آغاز کرد تا اینکه در سال ۱۹۴۶ پس از چاپ کتاب «دولت و کارگر در اوایل آمریکا» (۱۹۴۶) به عضو هیئت علمی دانشگاه کلمبیا انتخاب شد.

### دانشگاه کلمبیا
در سال ۱۹۴۹، موریس کالج شهری را برای تدریس در دانشگاه کلمبیا ترک کرد. سرانجام، وی استاد تاریخ گاورنر موریس در کلمبیا شد و تحقیقات و نوشتن پیشگامان را ادامه داد.
موریس با اعتراضات دانشگاه کلمبیا در سال ۱۹۶۸ و دستور کار رادیکال‌ها مخالف بود.

### پروژه '۸۷
در سال ۱۹۷۶، به دنبال ناامیدی عمومی دانشمندان از ۲۰۰مین سالگرد انقلاب آمریکا، موریس با جیمز مک گرگور برنز، رئیس وقت انجمن علوم سیاسی آمریکا، پیوست و پروژه '۸۷ را ایجاد کرد - تلاشی مشترک به مناسبت صدمین سال قانون اساسی ایالات متحده. پروژه ۸۷ مورخان، دانشمندان علوم سیاسی، و محققان حقوقی را گرد هم آورد و موفق شد تا قانون اساسی را به عنوان فرصتی برای انتشار پیشگامان بورس علمی و تاریخی جدید نجات دهد.

## زندگی شخصی و درگذشت
در سال ۱۹۳۰، موریس با برنیس رابینسون ازدواج کرد. آنها دو پسر داشتند، جفری بی موریس، یک مورخ قانون اساسی و حقوقی که در دانشکده حقوق تورو در نیویورک تدریس می‌کند، و دونالد آر موریس، یک معلم در وایومینگ است.
موریس در سن ۸۴ سالگی در شهر نیویورک بر اثر سرطان ملانوما درگذشت.

## آثار و جوایز
- Richard B. Morris, Studies in the Early History of American Law, With Special Reference to the Seventeenth and Eighteenth Centuries (1930, 1959)
- Richard B. Morris, Government and Labor in Early America (1946)[۵]
- Richard B. Morris, The Peacemakers: The Great Powers and American Independence (1965)
- Richard B. Morris, The American Revolution Reconsidered (1966)
- Richard B. Morris, John Jay, the Nation, and the Court (1967)
- Richard B. Morris, Fair Trial: Fourteen Who Stood Accused, from Anne Hutchinson to Alger Hiss (1967)[۶]
- Richard B. Morris, The Emerging Nations and the American Revolution (1970)
- Richard B. Morris, Seven Who Shaped Our Destiny: The Founding Fathers as Revolutionaries (1973)
- Richard B. Morris, ed. , John Jay: Unpublished Papers, 1743–1780 (1976)
- Richard B. Morris, "The American Revolution as an Anti-colonial War" in Conspectus of History (1976)
- Richard B. Morris, ed. , John Jay: Unpublished Papers, 1780–1784 (1980)
- Richard B. Morris, Witnesses at the Creation: Hamilton, Madison, Jay and the Constitution (1985)
- Richard B. Morris, The Forging of the Union, 1781–1789 (1987)

### جوایز
- 1966: Bancroft Prize in History for The Peacemakers: The Great Powers and American Independence